# 온니 발라카리
온니 요하네스 시몬포이카 발라카리(핀란드어: Onni Johannes Simonpoika Valakari, 1999년 8월 18일 ~ )는 핀란드의 프로 축구 선수로, 파포스에서 임대되어 알스벤스칸 클럽 AIK에서 공격형 미드필더로 활약하고 있다.

## 구단 경력
발라카리는 2007년 캐퓔랜 팔로(KäPa) 유소년 팀에서 축구를 시작했다. 2013년에는 가족과 함께 세이내요키로 이주하여 지역 클럽인 세이내요엔 얄카팔로케르호(SJK)에 합류했다. 2015년 당시 3부 리그 카코넨에서 클럽의 리저브 팀인 SJK II에서 시니어 데뷔를 한 후, 발라카리는 투룬 팔로세우라(TPS)에서 경력을 이어갔다. 2017년에는 2부 리그 위쾨넨에서 TPS로 처음 뛰었고, 다음 시즌인 2018년에는 프리미어 디비전 베이카우스리가에서 데뷔했다. 시즌 전반기에는 리그에서 4골을 넣었다.
2018년 8월 5일, 발라카리는 그의 아버지가 클럽 1군 감독으로 임명된 후 노르웨이 클럽 트롬쇠와 계약을 체결했다.
2020년 1월, 그는 공개되지 않은 이적료로 키프로스 1부 리그 클럽 파포스로 이적했다. 2022년 11월 25일, 발라카리는 파포스와의 계약을 2026년 6월까지 연장했다. 2024년 5월 18일, 발라카리와 파포스는 결승전에서 오모니아를 3-0으로 꺾고 2023-24년 키프로스 컵 우승을 차지했다.
2024년 8월 26일, 발라카리는 2024년 시즌 남은 기간 동안 스웨덴의 알스벤스칸 클럽 AIK로 임대되었고, 약 100만 유로의 이적 옵션이 있었다. 9월 21일, 그는 칼마르 FF와의 원정 경기에서 1-0 승리를 거두며 알스벤스칸에서의 첫 골을 기록했다.

## 국가대표팀 경력
그는 핀란드에서 U-19와 U-21 국가대표팀에서 뛰었다.
발라카리는 2020년 11월 11일, 핀란드 국가대표팀으로 데뷔 전을 치렀으며, 프랑스를 상대로 2-0 승리를 거두며 데뷔 전에서 득점했다. 다른 골잡이는 같은 데뷔 선수인 마르쿠스 포르스였다.
발라카리는 2021년 5월 29일, 스웨덴과의 UEFA 유로 2020 대회 전 친선 경기에 소집되었다.
2년간의 대표팀 공백 후, 발라카리는 2024년 11월, 아일랜드와 그리스와의 2024-25년 UEFA 네이션스리그 B 경기를 위해 핀란드 국가대표팀에 발탁되었다.

## 사생활
발라카리의 아버지 시모는 전직 프로 국가대표 선수이자 현재 감독이다. 그의 형 파보는 전직 프로 선수이고, 동생 토이보는 핀란드 2부 리그의 캐퓔랜 팔로에서 뛰고 있다. 온니는 아버지가 머더웰에서 선수로 활동하던 시절 스코틀랜드에서 태어났다.
2024년 5월 10일, 발라카리가 2022년 1월, 의무 징병제에 제때 입대하지 않았다는 이유로 핀란드 퀴멘락소 법원에서 9,900유로의 벌금을 선고받았다고 보도되었다.
2024년 11월, 발라카리는 인터뷰에서 앤드류 테이트와 도널드 트럼프에 대한 지지 발언으로 논란을 일으켰다.